# Suriname aux Jeux paralympiques d'été de 2012
Le Suriname a participé aux Jeux paralympiques d'été de 2012 à Londres. Il s'agit de sa troisième participation aux Jeux paralympiques d'été. Le Suriname n'a présenté qu'un seul athlète, Biondi Misasi, qui a pris part au 100 mètres et au saut en longueur, sans remporter de médaille. Misasi avait déjà représenté le Suriname aux Jeux paralympiques d'été de 2008 à Pékin, avec le même résultat.

## Athlétisme
Hommes
Biondi Misasi